# Vuurwants
De vuurwants (Pyrrhocoris apterus) is een insect uit de onderorde van de wantsen (Heteroptera) en de familie van de vuurwantsen (Pyrrhocoridae).
De vuurwants is een bontgekleurde soort die een overwegend helder rode kleur heeft met een karakteristiek patroon van zwarte lichaamsdelen en vlekken en hieraan is te herkennen. De wants komt in grote delen van Europa voor en is ook in België en Nederland te vinden. De wants is voornamelijk een planteneter die soms dode of levende insecten eet. De wants kan niet vliegen en is soms massaal aan te treffen bij lindebomen en andere favoriete voedselbronnen, vaak in bewoond gebied. Hij kan, in het nauw gedreven, een onaangename geur verspreiden.
Omdat de wants algemeen voorkomt en eenvoudig in een laboratorium in leven is te houden, zijn er verschillende studies naar gedaan, zoals onderzoek naar de lange duur van de paring, de ontwikkeling van de vleugels en de tolerantie voor vorst.

## Naamgeving
De wetenschappelijke naam van de wants komt uit het Grieks en betekent letterlijk rood insect (Pyrrho-coris) zonder vleugels (a-pterus). De Nederlandse naam dankt hij aan de kenmerkende tekening van helder rode kleur afgewisseld met afstekende diepzwarte delen.

## Voorkomen
De warmteminnende vuurwants is een van de soorten die steeds noordelijker voorkomt. Hij is in grote delen van Europa te vinden, tot aan Zweden en Groot-Brittannië aan toe. Nederland en België zijn landen waar het dier steeds algemener is geworden.
De vuurwants komt binnen zijn areaal voor rond de voedselplanten, de bekendste in de Lage Landen zijn lindes. Zowel aan de voet van de boom als op de stam kan de wants soms in grote groepen worden aangetroffen. Vooral na een zachte winter kunnen de aantallen zo groot zijn dat delen van de stam geheel rood worden gekleurd. Aan de boom zelf wordt geen directe schade toegebracht, alleen afgevallen zaden en bladeren worden gegeten.
De soort manifesteert zich gewoonlijk in een generatie per jaar, de volwassen dieren overwinteren. In warme gebieden of jaren is er een tweede generatie, hiervan kunnen ook de nimfen de winter doorkomen. Het insect kan het jaar door worden gezien, maar vooral in maart-mei en juli-oktober.

## Kenmerken

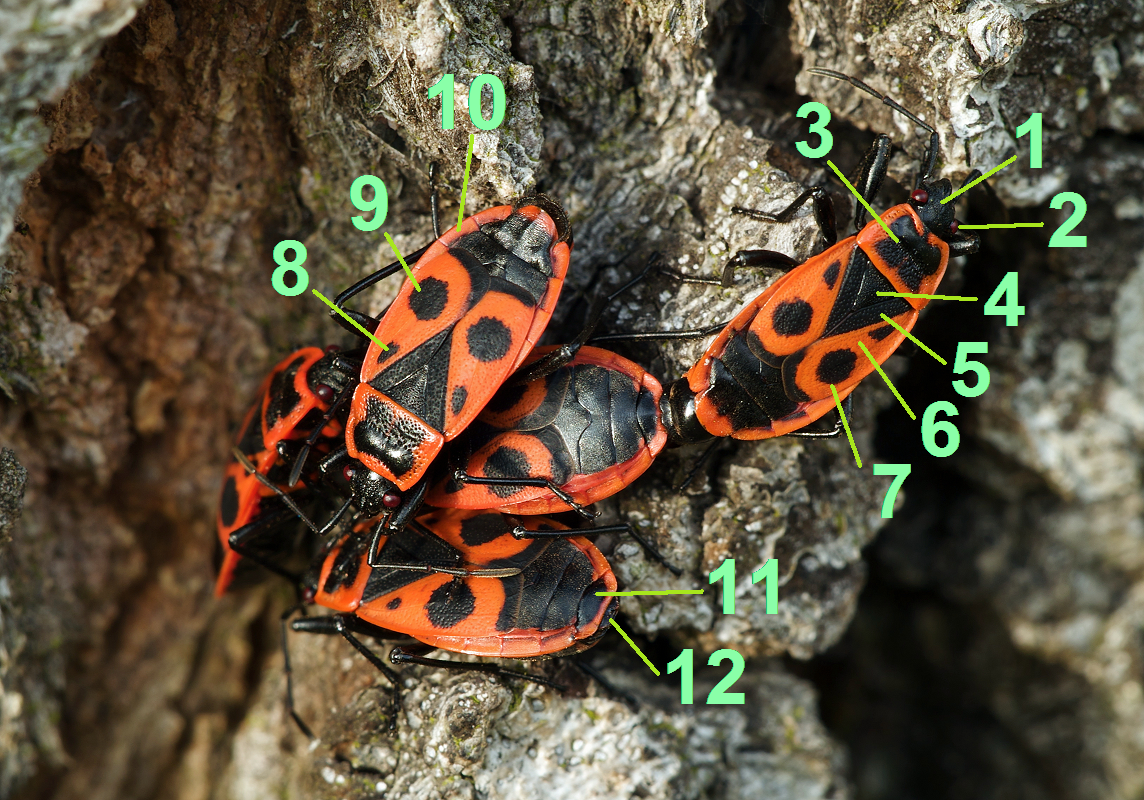

De vuurwants heeft altijd een zwarte en ongevlekte kop (1), aan de zijkanten zijn de ogen (2) gelegen, het oog heeft een roodpaarse kleur. Het halsschild of pronotum (3) is roodomrand maar zwart in het midden, het halsschild en de zwarte vlek zijn vierkant van vorm. Achter het halsschild is het scutellum of schildje (4) gelegen, dat zichtbaar is als een klein, driehoekig plaatje waarachter de voorvleugels gelegen zijn. Het scutellum is zwart van kleur maar omdat ook het achterste deel van de vleugel een zwarte zoom heeft, en tegen het scutellum aanligt, maakt het scutellum deel uit van een grotere zwarte driehoek. De voorvleugels bestaan bij wantsen zoals de vuurwants uit verschillende delen, het achterste deel wordt de clavus (5) genoemd en heeft dus een zwarte kleur, het middelste deel heet het corium (6) en het buitenste deel wordt met embolium (7) aangeduid. Zowel het corium als het embolium zijn vuurrood van kleur maar hebben op het midden een kleine zwarte vlek aan de voorzijde (8) en een duidelijk grotere vlek aan de achterzijde (9). De achterlijfssegmenten steken bij de vuurwants aan weerszijden uit, wat veroorzaakt wordt door de laterotergieten. Dit zijn rugplaten die aan de buitenzijde van de eigenlijke rugplaten of tergieten zijn gelegen.
De soortaanduiding apterus betekent letterlijk geen vleugels, maar de vuurwants heeft wel degelijk vleugels. Meestal kunnen ze hier niet mee vliegen omdat de vleugels sterk verkort zijn. Bij een aantal insecten zijn de voorvleugels verhard, ze beschermen zo de vliezige en kwetsbare achtervleugels. De voorvleugels van kevers zijn geheel verhard en worden dekschilden of elytra genoemd. Bij de meeste wantsen is het achterste deel echter vliesachtig waardoor de voorvleugels met hemi-elytra worden aangeduid, hemi- betekent 'half'.
Er komen echter verschillende vleugelvormen voor, zoals langgevleugelde exemplaren die zowel goed ontwikkelde voorvleugels hebben als vliezige achtervleugels, waarmee ze goed kunnen vliegen. Dit wordt wel macropteer genoemd maar komt bij de vuurwants zelden voor. De meeste exemplaren zijn kortgevleugeld of brachypteer, deze wantsen hebben geen membraan aan de achterzijde van de voorvleugels. Er komen daarnaast ook combinaties voor van exemplaren met lange voorvleugels en korte achtervleugels en vice versa. Ten slotte komen er soms exemplaren voor die ongelijke vleugels hebben, wat maar weinig voorkomt bij de insecten. Uit onderzoek naar de reden achter kort- of langvleugeligheid bij de vuurwants komen verschillende oorzaken naar voren. Als de nimf zich ontwikkelt bij een hoge omgevingstemperatuur en een hoge lichtintensiteit is de kans groter dat het volwassen exemplaar langgevleugeld is. Ook heeft de wants meer kans lange vleugels te ontwikkelen als de nimf in een omgeving opgroeit met veel soortgenoten waarbij de dieren actiever zijn. In het laboratoriumonderzoek wordt verfrommeld papier gebruikt als surrogaat voor de strooisellaag, en opmerkelijk is zelfs het gebruikte papier kan invloed hebben op de ontwikkeling van de vleugels. Bij gebruik van advertentiepaginas van het tijdschrift Nature komen normaal ontwikkelde wantsen tevoorschijn, als papier van Scientific American wordt gebruikt treden vergroeiing op. Ook uit ander laboratoriumonderzoek is bekend dat de nimfen van de vuurwants reageren op stoffen uit papier. De nimfen van de wants metamorfoseren hierdoor niet na het vijfde stadium in het volwassen insect, maar vertonen een zesde en soms zelfs een zevende juveniel stadium, wat normaal nooit voorkomt bij insecten. Er zijn ook wantsen beschreven die abnormaliteiten vertonen, zoals vergroeiing of onderontwikkeling van de vleugels, bulten op het lichaam en dwergvorming.

### Onderscheid met andere soorten
De vuurwants is maar met weinig wantsen te verwarren, alleen andere soorten met rode en zwarte kleuren zijn enigszins gelijkend. Een voorbeeld is de kaneelwants (Corizus hyoscyami), die vergelijkbare rode kleuren met zwarte vlekken heeft. Door naar andere kleuren te kijken kunnen beide soorten echter makkelijk uit elkaar worden gehouden. De kaneelwants heeft altijd een rode punt van het scutellum en heeft altijd een rode vlek op de kop, de vuurwants heeft altijd een zwarte kop.
Ook de sierlijke schildwants (Eurydema ornata) heeft rode kleuren maar is te onderscheiden door het typisch schildwants-achtige lichaam en deze soort heeft alleen ronde, zwarte vlekken en een helderrood scutellum. De sierlijke schildwants leeft voornamelijk in zuidelijk Europa maar werd in 1992 voor het eerste in Nederland aangetroffen. Ook de kleine praalridderwants (Horvathiolus superbus) is enigszins gelijkend, ook dit is een warmteminnende wants die pas recentelijk -sinds 2000- in Nederland is aangetroffen. De kleine praalridderwants is te onderscheiden door twee witte vlekken op de achterzijde van de voorvleugels. Een aantal roofwantsen heeft eveneens rood- met zwarte kleuren maar zijn meestal makkelijk te onderscheiden van de vuurwants.
De nimfen zijn moeilijker te onderscheiden van andere wantsenlarven maar de nimfen zijn soms ook te verwarren met andere insecten. Ze lijken door het geheel rode lichaam met zwarte puntjes van enige afstand op een lieveheersbeestje, maar hebben een gesegmenteerd lichaam. De vleugels in aanleg zijn zichtbaar achter de kop als een V-vormige vlek.

## Voortplanting

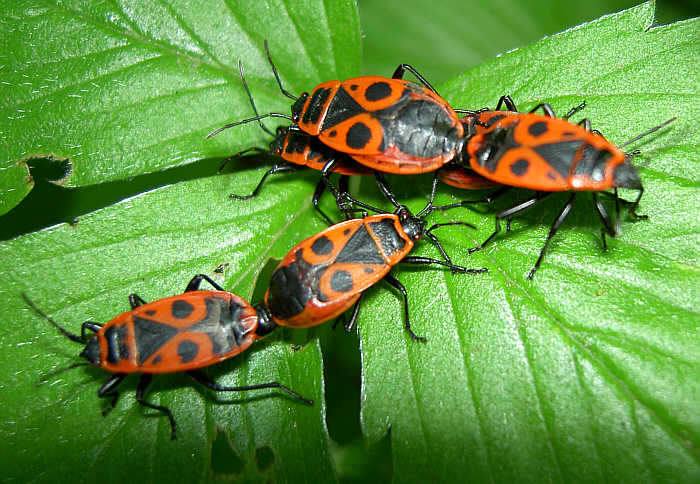
Parende vuurwantsen op een blad

De vuurwants kent twee generaties per jaar, ze komen rond mei uit hun winterkwartier en zoeken elkaar op voor de paring. Wat met name opvalt aan de paring is de duur, de vuurwants kent een zeer lange paring. Dit komt wel meer voor bij insecten, de mannetjes blijven lang aan het vrouwtje gehecht zodat ze niet met andere mannetjes kan paren. Het komt ook voor dat een mannetje probeert meerdere eilegsels van een enkel vrouwtje te bevruchten, om te voorkomen dat ze zijn spermapakketje uitwerpt of om grote hoeveelheden zaadcellen over te brengen zodat de bevruchtingskans groter wordt. De paring van de vuurwants kan extreem lang duren, uit veldwaarnemingen blijkt dat de helft van de koppeltjes 12 uur of langer copuleert en dit zelfs kan oplopen tot zeven dagen. Uit onderzoek blijkt dat de mannetjes een dergelijke lange paring gebruiken om te voorkomen dat vrouwtjes met andere mannetjes paren. Omdat de vuurwants vaak in groepen leeft is de concurrentie tussen de mannetjes groter dan bij andere insecten.
In de zomer worden de eitjes afgezet en in kleine tunneltjes gelegd, na enige tijd komen de juveniele wantsen of nimfen tevoorschijn. Deze zijn altijd vleugelloos en missen daardoor de voor de wants kenmerkende zwarte stippen op de vleugels. De nimfen doorlopen vijf stadia, ieder stadium wordt een nimfstadium genoemd en wordt afgewisseld door een vervelling. Na iedere vervelling wordt de nimf groter en bij de laatste stadia zijn de vleugelstompjes goed te zien als donker gekleurde flapjes. Aan het eind van de zomer, rond september, is de tweede generatie nimfen volgroeid. Alleen volwassen exemplaren overwinteren waarbij ze meestal in grote groepen ondergronds of onder stenen en bladeren schuilen. Er is enige tolerantie voor bevriezing hoewel dit afhankelijk is van de geografische locatie.

## Voedsel

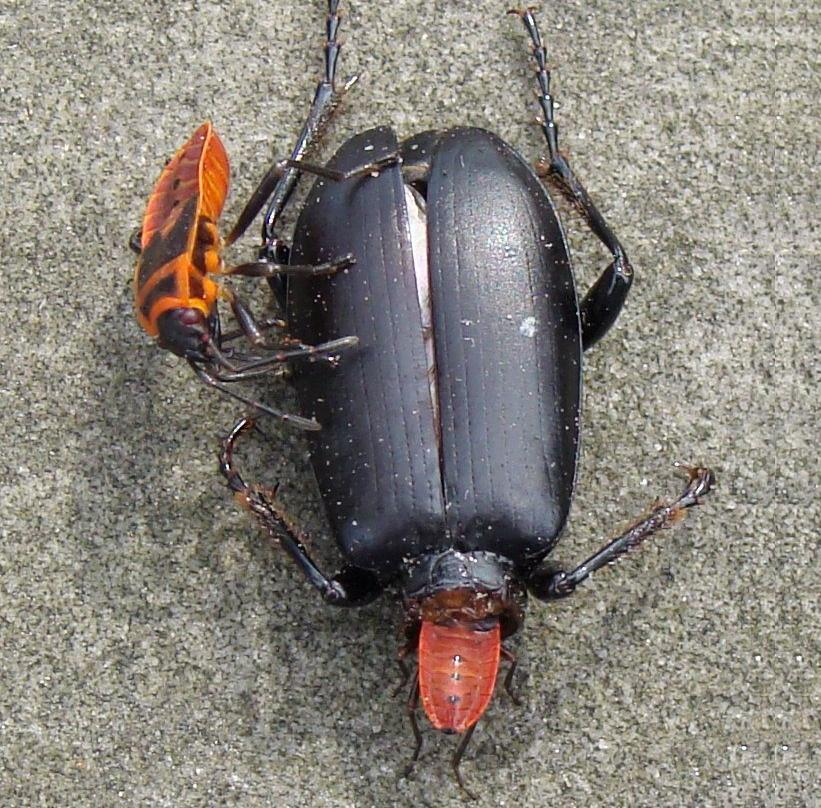
Etende vuurwantsen, merk op dat de 'kop' van de kever in werkelijkheid een wants is die het lichaam van binnenuit opeet.

De vuurwants is een omnivoor; ze leven voornamelijk van sappen uit bladeren of zaden van planten die met de zuigsnuit of rostrum worden leeggezogen. Ook worden wel wondsappen opgenomen uit de boomschors, waardoor soms grote aantallen vuurwantsen op de boombast zijn te zien. De wants wordt vaak aangetroffen rond de stam van lindes (Tilia), maar ook andere planten zijn geschikt, zoals andere plantsoorten uit de kaasjeskruidfamilie, bijvoorbeeld stokroos (Alcea rosea) en kaasjeskruiden (Malva), maar ook robinia (Robinia pseudoacacia) uit de vlinderbloemenfamilie.
De vuurwants zuigt voornamelijk plantensappen, maar vult het menu aan met het leegzuigen van dode insecten en soms wordt actief op andere insecten gejaagd. Ook soortgenoten worden hierbij niet ontzien.

## Vijanden en verdediging
De vuurwants gebruikt de plantensappen die worden opgezogen als chemische afweer tegen vijanden zoals vogels. Uit studies naar de verschillende verbindingen die de wants afscheidt blijkt dat de afweerstof bestaat uit tientallen verschillende stoffen, behorende tot diverse chemische groepen. Uit de nimfen van de wants werden 40 verschillende stoffen aangetroffen, uit de volwassen wants zijn 35 verschillende verbindingen geïsoleerd. De verbindingen bestaan uit alcoholen, terpenen, lactonen, ketonen aldehyden, verzadigde hydrocarbonen, een ester en een fenol. De meeste van deze verbindingen zijn ook bij andere wantsen aangetroffen, maar 13 stoffen waren nog niet eerder aangetroffen. Tevens is niet van alle verbindingen bekend welke rol ze spelen bij de afweer.
Een van de uit de vuurwants afgescheiden verbindingen biedt mogelijk een toepassing in de geneeskunde. De stof wordt pyrrhocorine genoemd, naar de familienaam van de wants, en behoort tot de peptiden. Pyrrhocorine kan mogelijk worden ingezet als antibioticum en zou zelfs een oplossing kunnen bieden tegen de beruchte bacterie Staphylococcus aureus, en dan met name de multiresistente variant, MRSA. Pyrrhocorine bindt het eiwit Dnak, dat voor bacteriën essentieel is omdat het andere eiwitten herstelt. Onderzoek heeft aangetoond dat pyrrhocorine geen effect heeft op de Dnak-variant, die voorkomt bij muizen en mensen, zodat pyrrhocorine mogelijk veilig ingezet kan worden als antibioticum.
In een studie naar het effect van schrikkleuren van de wants op vogels werd de reactie van vogels op de roodgekleurde vuurwants vergeleken met de reactie op bruine wantsen, die door de onderzoekers rood waren geschilderd. De onderzochte vogels waren de koolmees (Parus major), de pimpelmees (Cyanistes caeruleus), de staartmees (Aegithalos caudatus), het roodborstje (Erithacus rubecula), de merel (Turdus merula), de zwartkop (Sylvia atricapilla), de vink (Fringilla coelebs), de groenling (Carduelis chloris) en de geelgors (Emberiza citrinella). Uit het onderzoek bleek dat de verschillende vogels heel divers reageerden op de twee rode wantsen; een aantal soorten lieten de vuurwants vaker links liggen dan de geschilderde wantsen. Vinken en gorzen echter vielen beide wantsen aan, terwijl de staartmees zowel de vuurwants als de geschilderde wants ongemoeid liet.
De vuurwants wordt ook belaagd door parasieten, zoals mijten uit de families Laelaptidae en Phytoseiidaede. In Noord-Amerika komt de mijt Hemipteroseius adleri voor op de wants. Deze kleine mijt wordt nog geen millimeter lang en kan in grote aantallen voorkomen, zo werd een vuurwants aangetroffen die 124 mijten en 54 eitjes bij zich droeg. In 2005 werd de mijt ook in Europa aangetroffen in Polen en Litouwen.

## Afbeeldingen

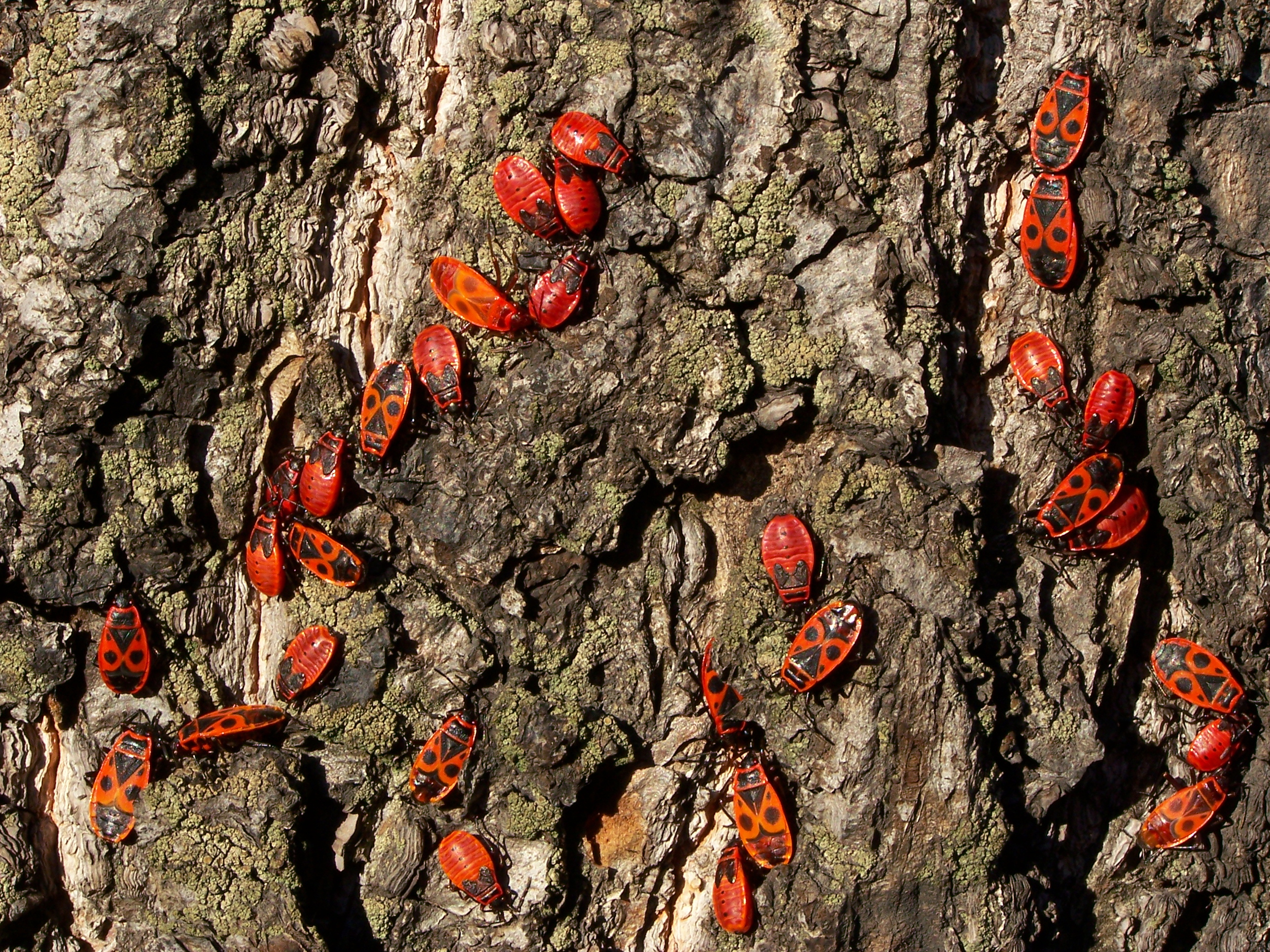
nimfen en volwassen vuurwantsen
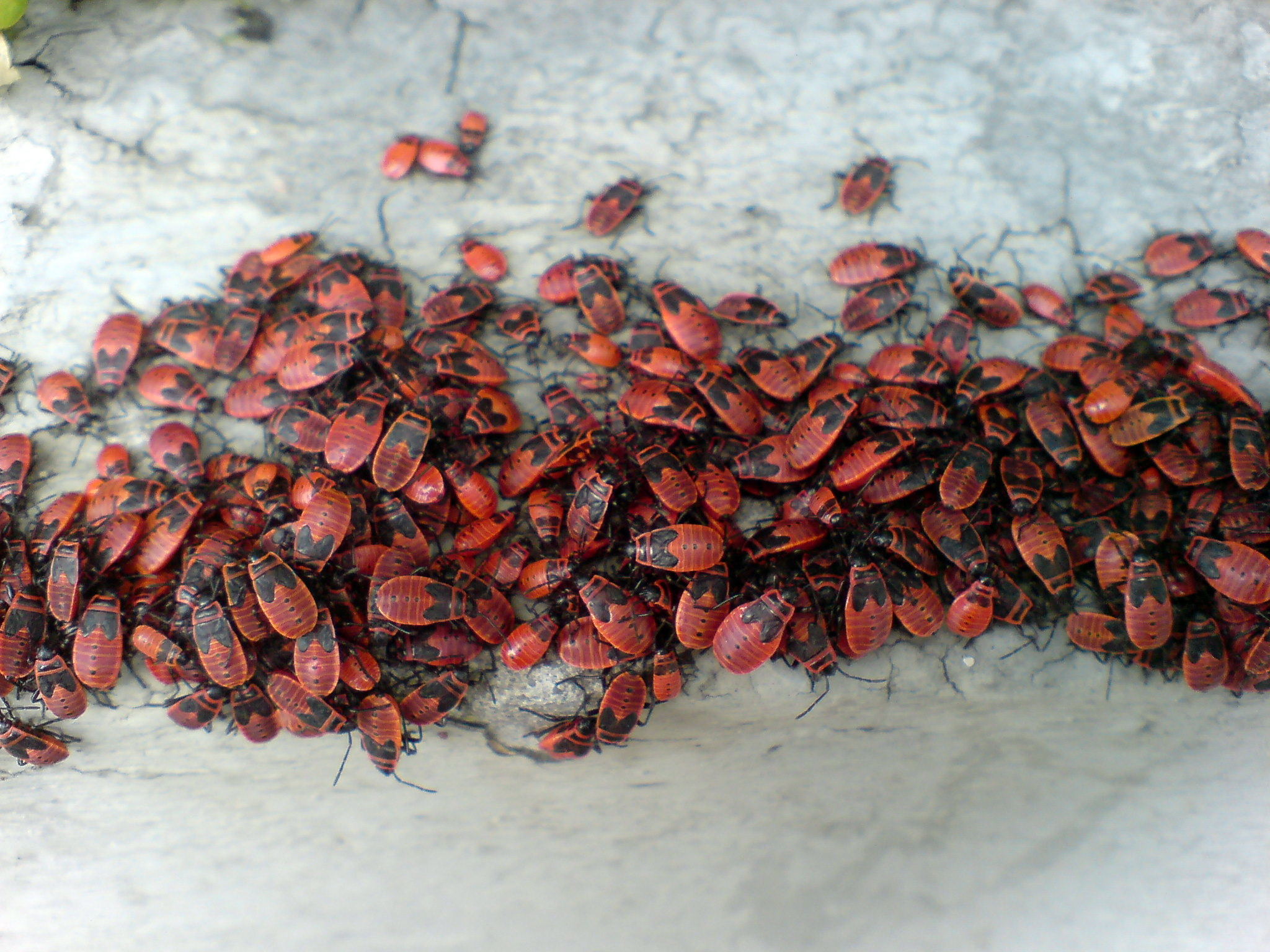
De wantsen komen soms massaal voor.
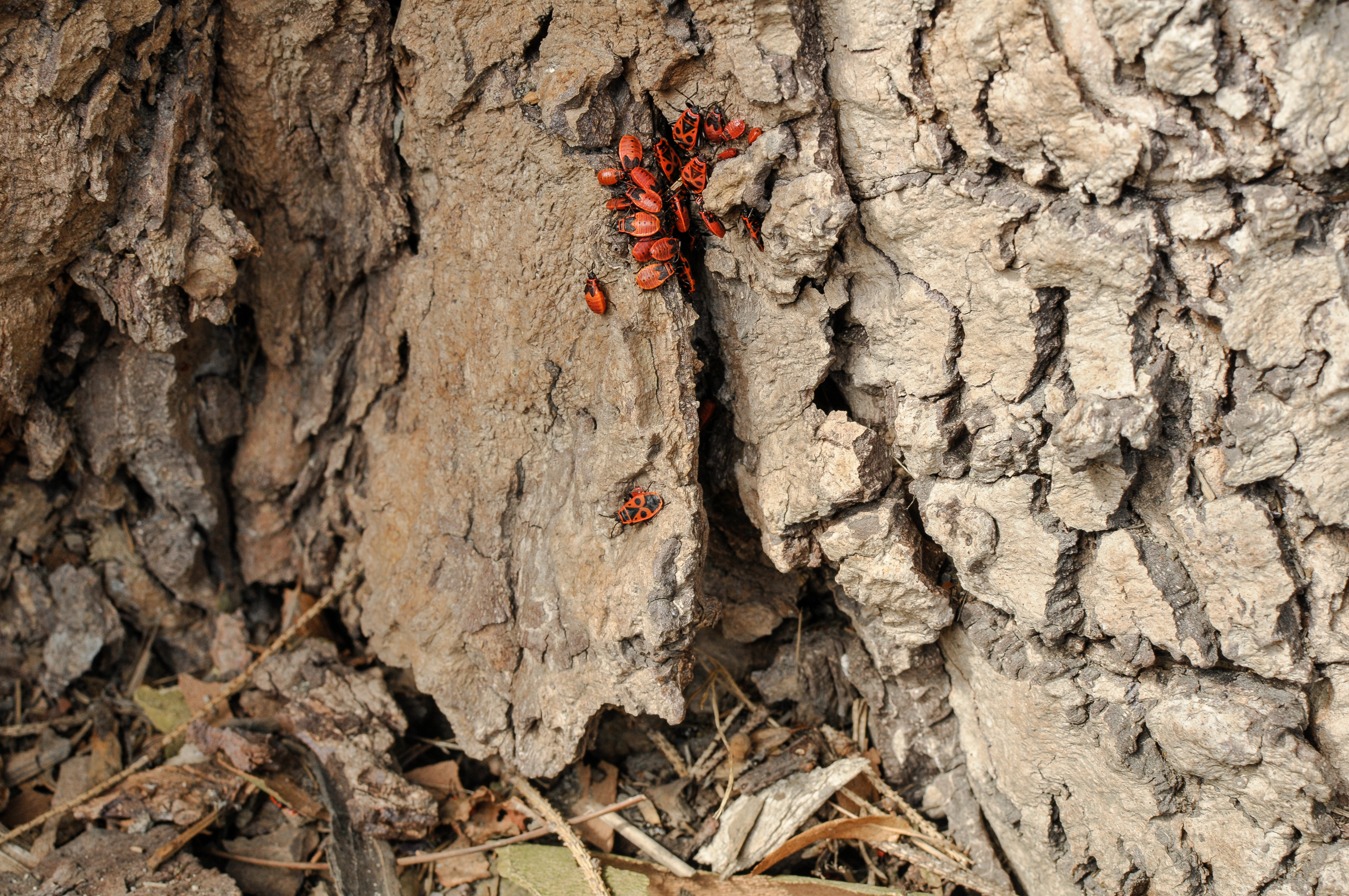
Een groep vuurwantsen op loofboom in zon
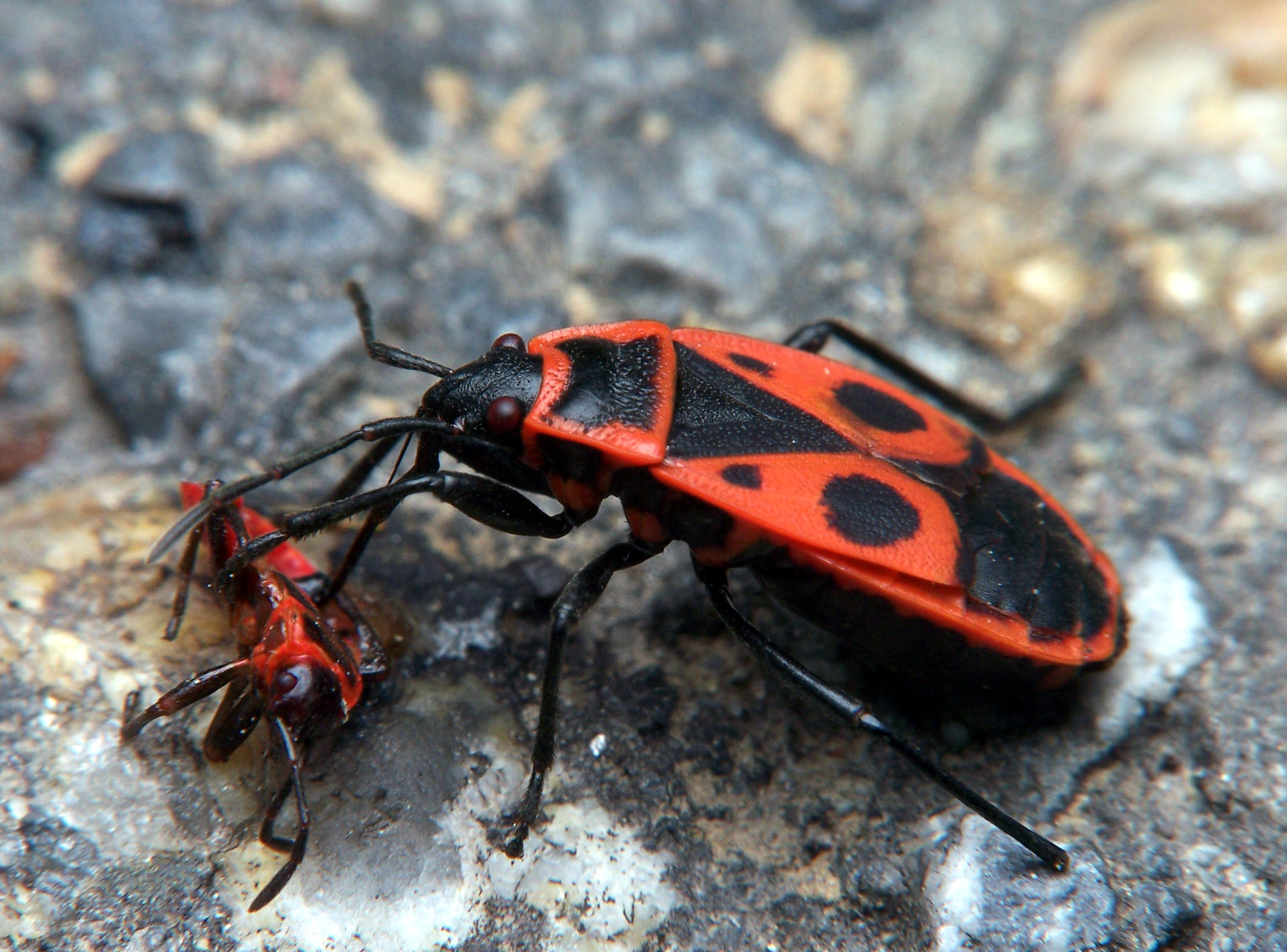
Een volwassen wants zuigt een juveniel uit.
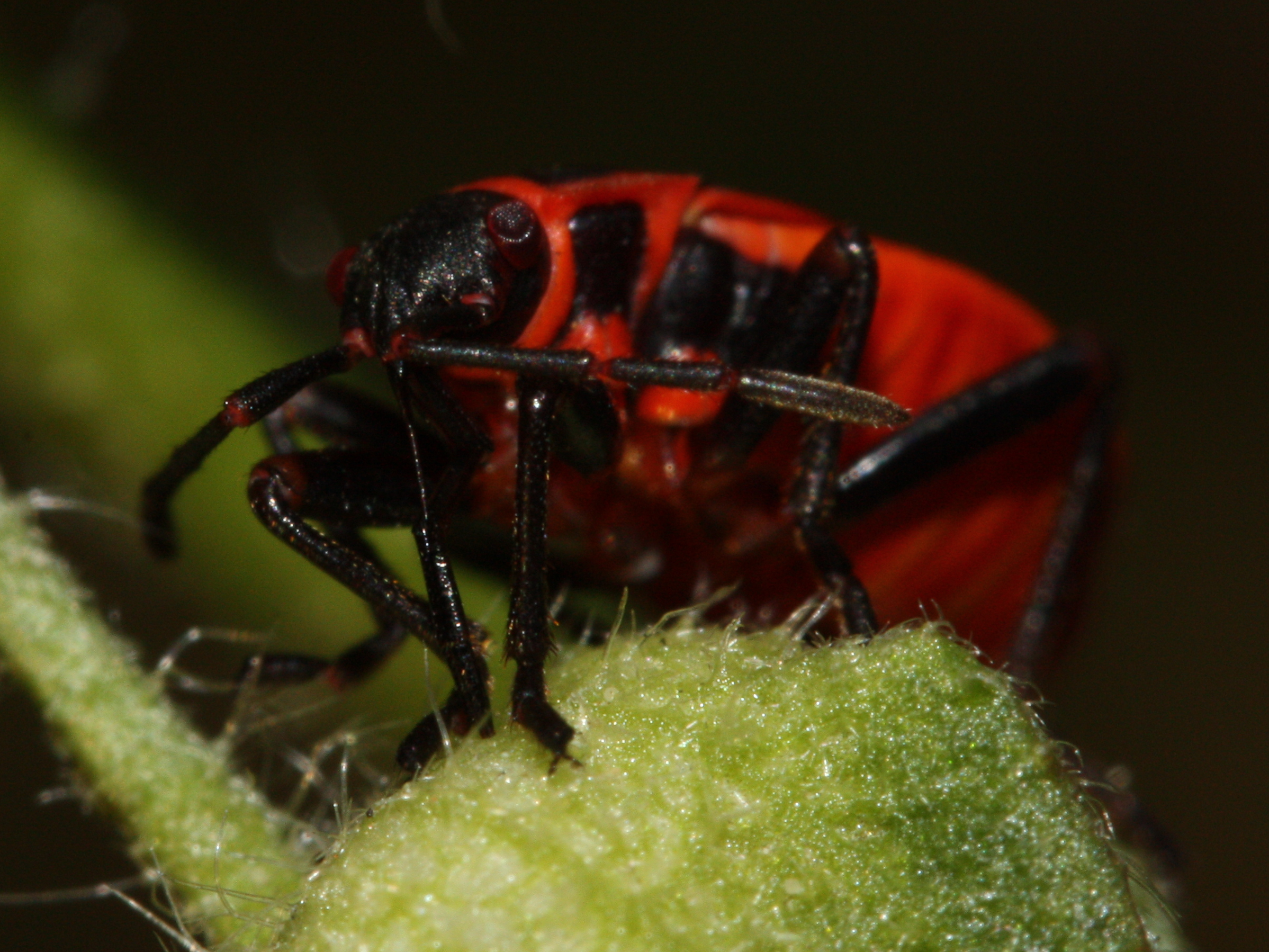
Vooraanzicht van de wants
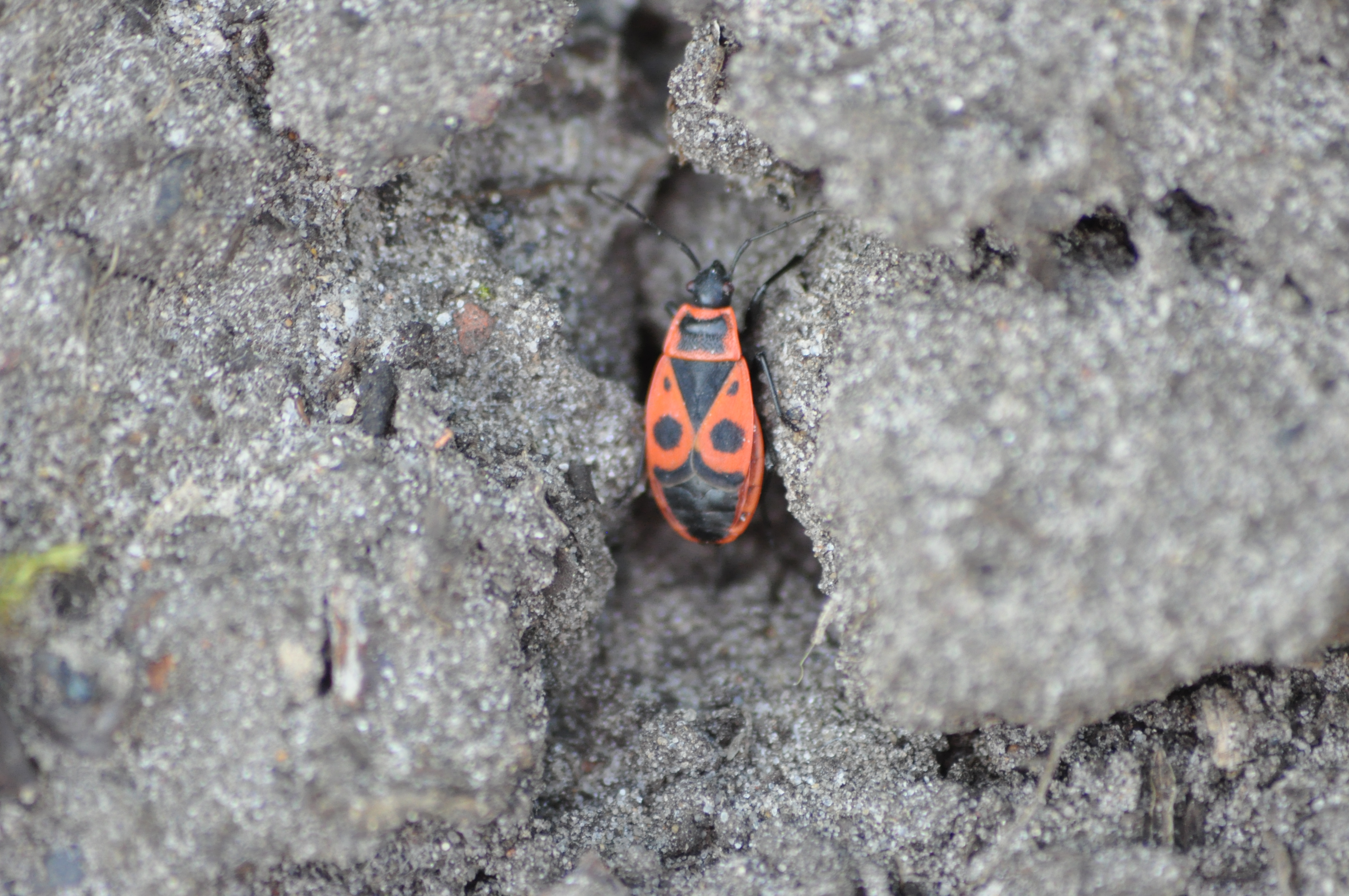
Bovenaanzicht van een wants